# Уджмаджуридзе, Давид (футболист)
Давид Уджмаджуридзе (груз. დავით უჯმაჯურიძე; 17 января 1970, Кобулети, Грузинская ССР, СССР) — грузинский футболист, выступавший на позиции нападающего. Лучший бомбардир чемпионата Грузии 1996/97.

## Карьера
Профессиональную карьеру начал в 1990 году в составе клуба «Динамо» (Батуми). В составе «Динамо» выступал до 1997 года (с перерывом на сезон 1993/94) и провёл 143 матча, в которых забил 58 голов. В сезоне 1996/97 стал лучшим бомбардиром чемпионата Грузии, забив по 26 голов вместе с другим грузинским игроком Георгием Деметрадзе. Летом 1997 года Уджмаджуридзе перешёл в клуб из чемпионата Кипра «Эносис», где отыграл один сезон. Следующий сезон провёл в клубе второй лиги Кипра «Анагенниси Деринья», после чего завершил карьеру.